# Flevum

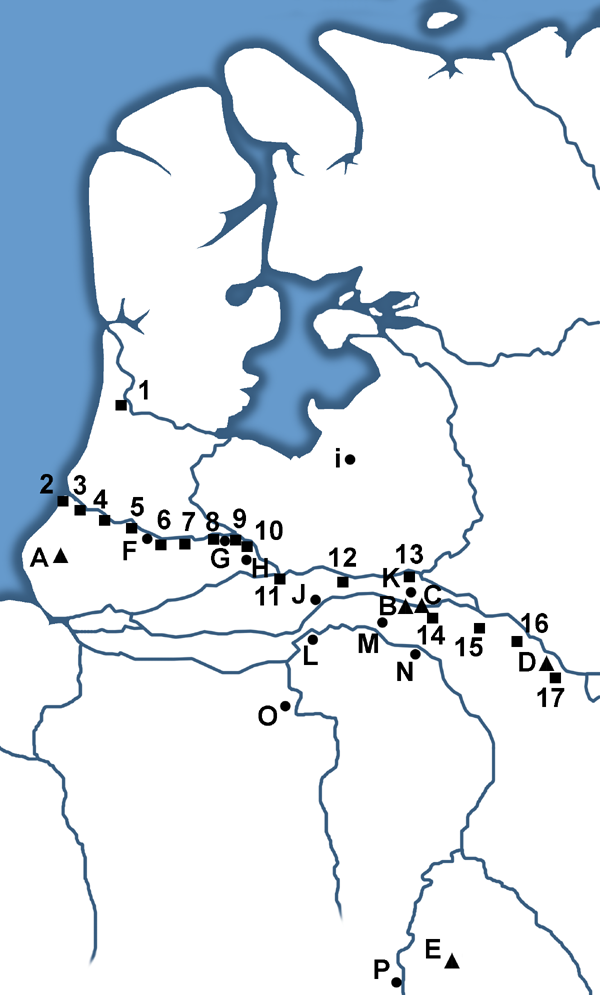
Romeinse forten in Nederland

Flevum was een van de grote militaire nederzettingen (castra) die de Romeinen bouwden langs de noordgrens van hun Rijk, rivier de Rijn, om zich te verdedigen tegen indringers en om veroveringstochten met meerdere legioenen voor te bereiden, in dit geval vlootexpedities naar de Waddenzee, Ems en Elbe en de invasie van Engeland. Er was een haven waar meerdere oorlogsschepen konden aanleggen. In tegenstelling tot de meeste kleinere forten werd dit legerkamp ten noorden van de rivier gebouwd. 
Zowel Ptolemaeus die het over 'Phleum' heeft als Tacitus noemen deze vesting, maar de exacte ligging is lang onderwerp van speculatie gebleven. In de tachtiger jaren van de twintigste eeuw werd in de buurt van Velsen een klein Romeins fort (castellum) opgegraven dat blijkens muntvondsten en koolstofdatering in het jaar 28 moet zijn verwoest. Aangenomen wordt wel dat dit het castellum Flevum was.
In 2021 werd geconcludeerd dat het moest gaan om een castrum, een groot Romeins legerkamp, met een oppervlakte van minstens 11 hectare en bestemd voor duizenden soldaten. Tevens zijn het de meest noordelijke sporen van een Romeinse militaire nederzetting van dit type op het vasteland van Europa.

## Friese opstand
De vesting speelde een belangrijke rol in de opstand van de Frisii in 28 n.Chr.. Deze opstand is beschreven in het vierde boek van Tacitus’ Annalen. De Frisii waren sinds de veroveringen van generaal Drusus belastingplichtig gemaakt aan de Romeinen en betaalden in de vorm van runderhuiden. De Romeinen gebruikten het leer voor het vervaardigen van hun schilden. Het kamp bij Velsen werd het centrum van het Romeinse gezag in de regio. Toen een nieuwe bevelhebber, Olennius, de belastingen drastisch verhoogde, raakten de Frisii in een onmogelijke situatie. Zij werden gesommeerd om voortaan de (grotere) huiden van oerossen te leveren. Maar oerossen kwamen in die tijd nog maar weinig voor en hun eigen koeien waren van kleiner formaat, veel kleiner dan de huidige rassen. De Frisii moesten hun vrouwen en kinderen afgeven als slaven, vervolgens kwamen ze in opstand. Na eerst hun woede te hebben gekoeld op de Romeinse belastinginners - die werden gekruisigd - trok een Friese krijgsmacht op naar het kamp van Olennius. Die wist zich echter bijtijds uit te voeten te maken. Met zijn troepen vestigde hij zich in het castellum Flevum.
De Frisii belegerden het castellum. Ze probeerden de vesting te beklimmen met touwen en stormladders, maar hun poging mislukte. Na een dag besloten ze hun bestorming af te breken. Ze probeerden vervolgens met een vloot Flevum te belegeren. Inmiddels werden er Romeinse troepen ter versterking gestuurd. Toen de Frisii dat doorkregen, trokken zij zich terug. Het kwam uiteindelijk tot de slag in het Baduhenna-woud waarbij 900 Romeinen sneuvelden en nog 400 andere Romeinen elkaar doodden.

## Velsen
De locatie van het castra Flevum bleef lang onduidelijk. Nabij Velsen werden tijdens onderhoud aan de Velsertunnel en aanleg van de Wijkertunnel resten van twee Romeinse havenforten gevonden (nu Velsen 1 en Velsen 2 genoemd). Vondsten van skeletdelen die blijkbaar afkomstig zijn geweest van drijvende lijken, een skelet van een Romeinse militair onder een stapel veldkeien in een waterput, loden slingerkogels, munten en koolstofdateringen ondersteunen de wetenschappelijke veronderstelling dat havenvesting Velsen I het genoemde castellum Flevum zou kunnen zijn geweest.